# Sisyra turneri
Sisyra turneri är en insektsart som beskrevs av Tillyard 1916. Sisyra turneri ingår i släktet Sisyra och familjen svampdjurssländor. Inga underarter finns listade i Catalogue of Life.